# Oneida Football Club

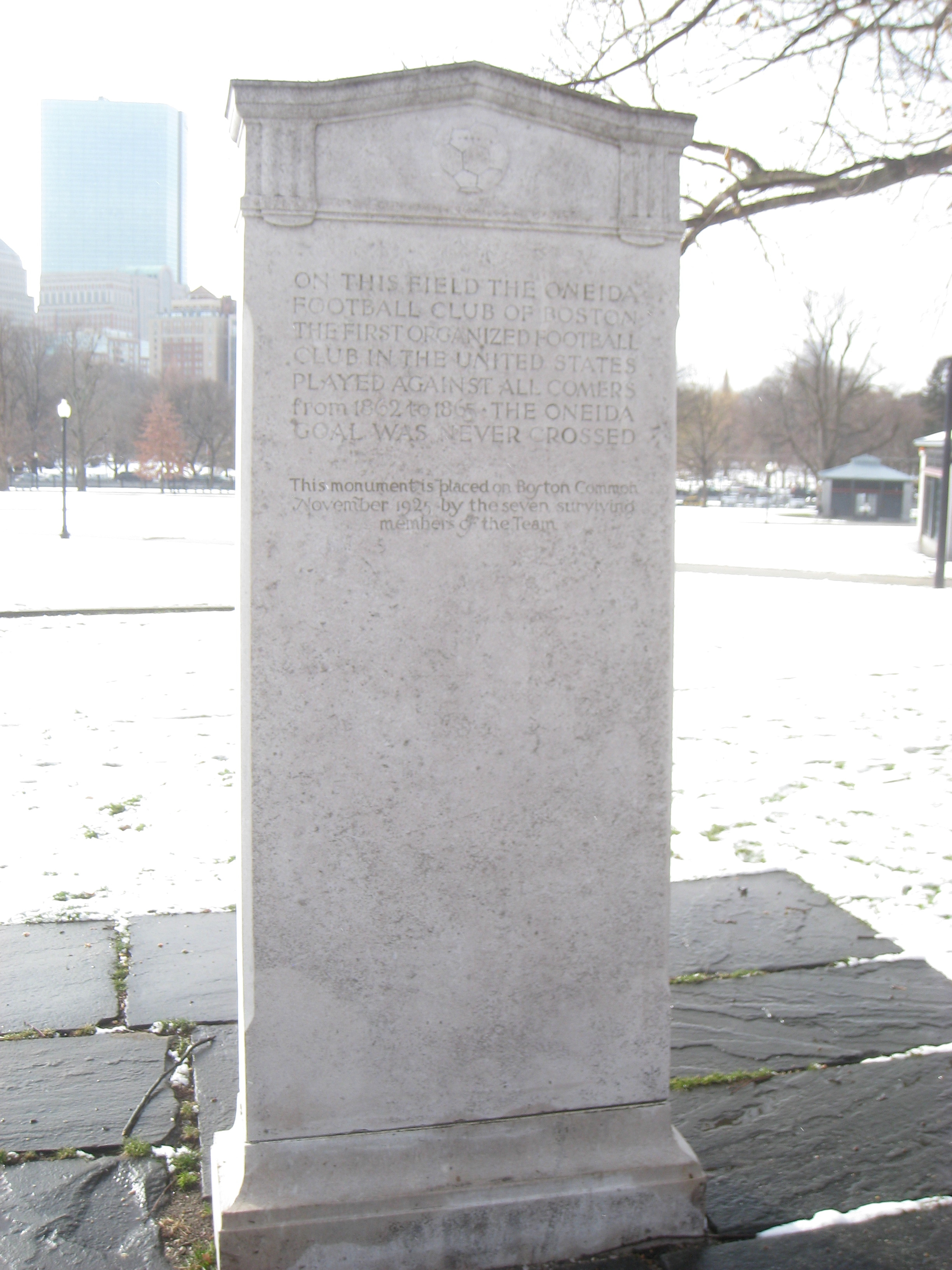
Pomnik w parku Boston Common

Oneida Football Club – zespół futbolu amerykańskiego z siedzibą w Bostonie działająca w latach 1862–1865. Był pierwszym zorganizowanym klubem futbolowym w Stanach Zjednoczonych. Jednocześnie klub uznaje się za pierwszy klub piłkarski poza Anglią. 

## Historia
Zespół założony został w Bostonie w 1862 roku. Składał się z absolwentów elitarnych szkół przygotowawczych, rozgrywał swoje mecze w parku Boston Common. W ciągu swojego istnienia drużyna nie przegrała żadnego meczu, ani też nie pozwoliła przeciwnikom na zdobycie, chociażby jednego punktu.

## Boston game
Gra w którą grano w klubie, zwana „Boston game”, była lokalnym wariantem gry futbolowej, którą grano w Stanach Zjednoczonych przed ujednoliceniem przepisów do piłki nożnej, rugby czy futbolu amerykańskiego. Piłkę można było zarówno kopać, jak i przenosić w rękach. Z czasem „Boston game” zaczęli grać studenci z uniwersytetu w Harvardzie. Rozegrany w 1874 roku mecz na zasadach „Boston game” pomiędzy Harvardem a kanadyjskim McGill University, uznaje się za początek powstania futbolu amerykańskiego.